# Teaterterroristerna
Teaterterroristerna är en svensk komedifilm från 1986 i regi av Torbjörn Astner och Mats Arehn. I rollerna ses Susanne Hallvares, Nils Moritz, Ann Petrén och Michael Segerström, där den sistnämnda även var manusförfattare.

## Om filmen
Inspelningen ägde rum på Boulevardteatern i Stockholm med Peter Kropénin och Tomas Tjernberg som producenter och Mischa Gavrjusjov som fotograf. Filmen premiärvisades 4 april 1986 på Bio Victor i Stockholm.
Filmen fick mestadels negativa recensioner.

## Rollista
- Susanne Hallvares – Nina Edgar, skådespelare
- Nils Moritz – Uno Cervin, kronofogde/Harald Johansson från Bagarmossen
- Ann Petrén – Ulla Lindskog/Harald Johanssons flickvän
- Michael Segerström – Kristian Cederlund, skådespelare

### Fotnoter
1. 1 2 3  ”Teaterterroristerna”. Svensk Filmdatabas. http://sfi.se/sv/svensk-filmdatabas/Item/?itemid=14748&type=MOVIE&iv=Basic&ref=/templates/SwedishFilmSearchResult.aspx?id%3d1225%26epslanguage%3dsv%26searchword%3dteaterterroristerna%26type%3dMovieTitle%26match%3dBegin%26page%3d1%26prom%3dFalse. Läst 19 maj 2013.